# Церковь Покрова Пресвятой Богородицы (Серпухов, старообрядческая)
Це́рковь Покрова́ Пресвято́й Богоро́дицы (Покровская церковь, Богородицкая церковь) — бывший старообрядческий православный храм старопоморского-федосеевского согласия в Серпухове.

## История
Первое здание церкви построено не позднее первой половины XIX века. Современный храм построен в 1910 году на средства местной фабрикантши и купчихи 1-й гильдии Анны Мараевой. Как гласит предание, часть средств на строительство храма составляло приданое дочери Анны Васильевны, Анфисы Мараевой, которая скончалась после травмы, полученной во время занятий по верховой езде (с 1912 года на одном из аналоев находится икона Святой мученицы Анфисы, небесной покровительницы Анфисы Мараевой). Регулярное богослужение проходило с 1912 по 1987 год, но из-за сокращения численности прихожан, в 1988 году церковь была передана Серпуховскому историко-художественному музею. Полностью сохранился старинный иконостас.

## Архитектурные особенности
Церковь сооружена из красного кирпича. Представляет собой образец русского стиля. Архитектор — Мечеслав Пиотрович (иногда авторство ошибочно приписывается Роману Клейну, строившему расположенный по соседству дом А. В. Мараевой). Храм однокупольный, с шатровой колокольней. Является уникальным для юга Подмосковья безалтарным храмом.

## Современное состояние
Сегодня церковь Покрова является филиалом Серпуховского историко-художественного музея. Для организованных групп посетителей проводятся ознакомительные экскурсии, посвящённые истории храма и его коллекциям. По выходным дням (суббота и воскресенье) проводятся экскурсии. Специально для школьников проводятся занятия «Мир русской иконы», «Образ Богородицы в древнерусском искусстве».
После установки отопительной системы в помещениях храма планируется создание специальных экспозиций, посвящённых истории староверия на Серпуховской земле, истории Покровского храма и его создателей, а также произведений искусства, сохранённых и созданных старообрядцами (литьё, оклады икон, ткани, мебель, старопечатная и рукописная книга).